# 胡小笛
胡小笛（1953年6月—），男，北京人，祖籍江苏苏州，中华人民共和国外交官。

## 生平
1977年，毕业于北京外国语学院英语系，进入中华人民共和国外交部工作，先后在外交部国际司、常驻联合国代表团、常驻联合国日内瓦办事处和瑞士其他国际组织代表团任职，后任常驻联合国日内瓦办事处和瑞士其他国际组织代表团参赞。1995年，任外交部国际司参赞，后升任副司长。1997年，任外交部政策研究室参赞。1998年，任外交部军控司副司长。1999年12月，出任中华人民共和国常驻联合国日内瓦办事处副代表、裁军大使。2006年，任外交部大使。2009年9月，出任中华人民共和国常驻联合国维也纳办事处代表。2011年1月，自常驻联合国日内瓦办事处代表离任。